# Acroceras fluminense
Acroceras fluminense là một loài thực vật có hoa trong họ Hòa thảo. Loài này được (Hack.) Zuloaga & Morrone mô tả khoa học đầu tiên năm 1988.